# Macrostemum inscriptum
Macrostemum inscriptum là một loài Trichoptera trong họ Hydropsychidae. Chúng phân bố ở vùng nhiệt đới châu Phi.